# Invasión abasí de Asia Menor (782)
La invasión abasí de Asia Menor del 782 fue una de las mayores operaciones militares realizadas por el Califato abasí contra el Imperio bizantino. La invasión comenzó como una demostración del poder militar abasí después de una serie de triunfos militares bizantinos. Mandada por el heredero y futuro califa Harún al-Rashid (786-809), el ejército abasí llegó a la ciudad de Crisópolis, situada frente a la capital bizantina, Constantinopla, en la orilla opuesta del Bósforo, mientras otras fuerzas secundarias realizaban correrías por el Asia Menor occidental y derrotaban a las huestes bizantinas de la región. Como Harún no deseaba atacar Constantinopla directamente y tampoco tenía navíos para hacerlo, se retiró.
Los bizantinos que, mientras tanto, habían neutralizado un destacamento árabe cuya misión era asegurar la retirada de la retaguardia del ejército abasí de Frigia, consiguieron cercar al ejército de Harún con sus fuerzas convergentes. La deserción del general armenio Tatzates, sin embargo, permitió que Harún saliera de la apurada situación. El príncipe abasí envió una embajada pidiendo una tregua y prendió a los enviados bizantinos que acudieron a tratar con él, muy principales y entre los que se contaba el ministro más importante de la emperatriz Irene, Estauracio, lo que la obligó a aceptar una tregua de tres años y un pago de un oneroso tributo anual. Con la paz asegurada, Irene fijó su atención en los Balcanes hasta al menos el 786; el renovado hostigamiento árabe posterior condujo a una nueva tregua, firmada en el 798 y de términos similares a la del 782.

## Antecedentes

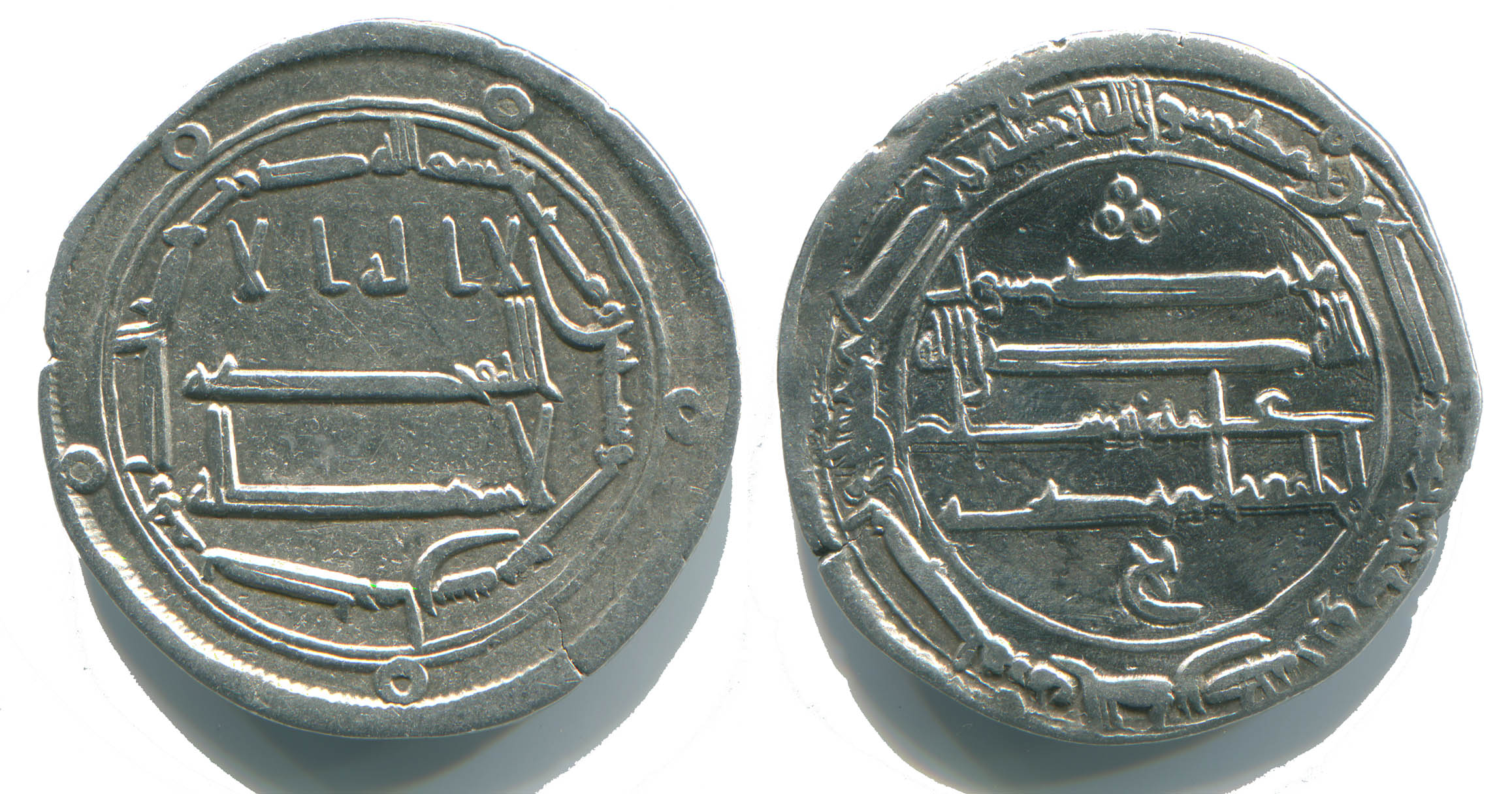
Dírham del califa al-Mahdi (775-785).

Aprovechando las dificultades internas del Califato omeya que condujeron a las guerras civiles de la década de 740 y a la subsiguiente revolución abasí, los bizantinos del emperador Constantino V (741-775) consiguieron retomar la iniciativa en la frontera oriental con una estrategia ofensiva. Luego, con la consolidación gradual del régimen abasí en las décadas de 760 y 770, la situación se equilibró: los árabes reanudaron los ataques a gran escala, penetrando profundamente en Asia Menor, aunque los bizantinos aún eran capaces de emprender grandes contraataques. Así, en el 778, los bizantinos, dirigidos por Miguel Lacanodraco, tomaron la ciudad de Germanicia (Maraj), se hicieron con un gran tesoro, apresaron numerosos cristianos sirios y vencieron al ejército enviado contra ellos con el general abasí Tumama ibn Walid al frente. Al año siguiente, los bizantinos tomaron y destruyeron la ciudad fortificada de Adata, lo que obligó al califa al-Mahdi (775-785) a sustituir al pasivo Tumama por el veterano Hasan ibn Qahtaba. Ibn Qahtaba encabezó una hueste de treinta mil soldados en una invasión del territorio bizantino a la que los bizantinos no se opusieron; su estrategia fue replegarse a ciudades fortificadas hasta que la falta de suministros forzara a Ibn Qahtaba, frustrado, a retirarse.
Como respuesta a estos éxitos bizantinos, el califa al-Mahdi se decidió a intervenir en persona. El 12 de marzo del 780, partió de Bagdad, cruzó Alepo y marchó hasta Adata, que reforzó. Enseguida, avanzó hasta Arabisso, donde dejó al ejército y volvió a Bagdad. Su hijo y heredero Harún —más conocido por su laqab, o epíteto, al-Rashid— quedó al mando de la mitad las tropas, con las que atacó el thema de Armeníacos y tomó el pequeño fuerte de Semalo. Tumama, que mandaba la otra mitad del ejército, avanzó por Asia Menor. Marchó en dirección oeste hasta el thema Tracesiano, pero fue derrotado allí por Lacanodraco. En junio del 781, cuando los árabes se preparaban para emprender la tradicional incursión anual contra los bizantinos, la emperatriz Irene reunió los ejércitos de todos los themas anatólicos y entregó su mando al sacelario eunuco Juan, mientras las fuerzas árabes se juntaban en Adata dirigidas por Abd al-Kabir, un sobrino-bisnieto del califa Omar (634-644). Los musulmanes cruzaron la frontera y penetraron en la Capadocia bizantina a través del paso de Adata y chocaron en Cesarea con las fuerzas combinadas bizantinas de Lacanodraco. La batalla terminó con una dura derrota para los árabes, que obligó a Abd al-Kabir a abandonar la campaña y retroceder a Siria.
Esta derrota enfureció al califa, que inició los preparativos de una nueva expedición. Pretendía que esta fuera una demostración de fuerza y de la clara superioridad del Califato y, por ello, reunió el mayor ejército jamás enviado contra los bizantinos: supuestamente contaba con 95 793 soldados, alrededor del doble de las fuerzas bizantinas en Asia Menor, y su manutención costó al Califato alrededor de un millón seiscientos mil nomismas, casi tanto como los ingresos anuales de la hacienda bizantina. Harún encabezaba la expedición, pero se hizo acompañar de militares veteranos.

## Campaña

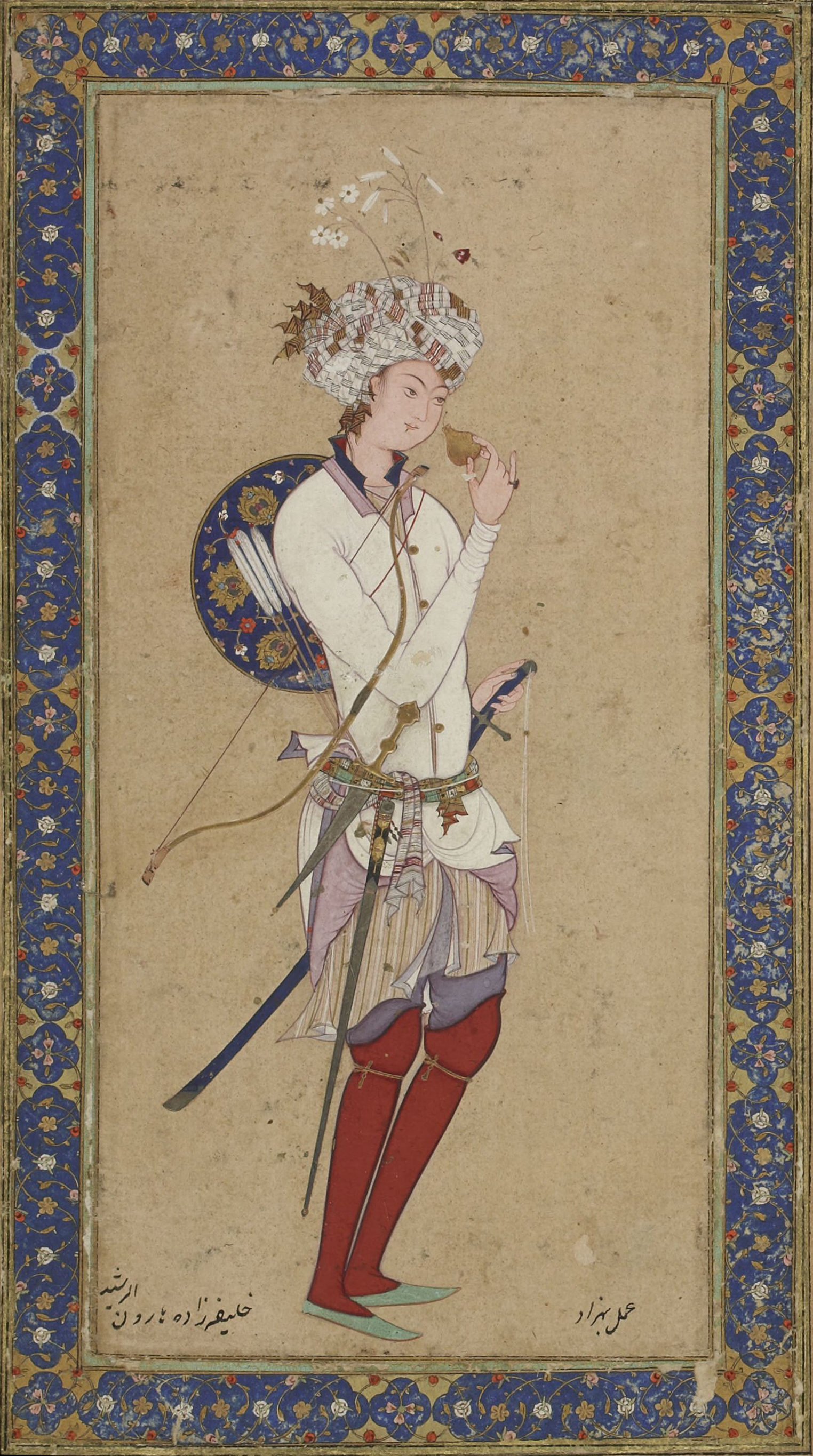
Miniatura que representa a Harún al-Rashid.

El 9 de febrero de 782, Harún partió de Bagdad; los árabes cruzaron los montes Tauro a través de las Puertas Cilicias y rápidamente tomaron la fortaleza fronteriza de Magida. Luego avanzaron por las carreteras militares de la meseta hasta Frigia. Allá, Harún dejó a su lugarteniente, el hayib al-Rabi' ibn Yunus, para que cercase Nacolea y guardase la retaguardia, mientras otra fuerza, supuestamente de treinta mil hombres mandados por al-Barmaki —miembro no identificado de la poderosa familia de los barmecidas, posiblemente Yahya ibn Jalid— fue enviada a correr las ricas regiones costeras de Asia Menor. El propio Harún, al frente de la columna principal, avanzó hasta el thema Opsiciano. Los relatos de los acontecimientos subsiguientes en las fuentes primarias (Teófanes el Confesor, Miguel el Sirio, y al-Tabari) difieren en los detalles, pero el curso general de la campaña puede reconstruirse.
Según Warren Treadgold, la estrategia bizantina se debió al principal ministro de Irene, el eunuco Estauracio, que aconsejó evitar un enfrentamiento directo con el enorme ejército de Harún y esperar hasta que lo dividiera, para entonces avanzar para lidiar con cada parte por separado. Los tracesianos, mandados por Lacanodraco, se enfrentaron a al-Barmaki en un lugar llamado Dareno, pero fueron derrotados y sufrieron grandes pérdidas (quince mil según Teófanes, diez mil según Miguel). El resultado del cerco de al-Rabi a Nacolea es incierto, pero es casi seguro que fracasó; la forma en que Teófanes lo describe parece indicar que la ciudad fue tomada, pero Miguel el Sirio relata que los árabes sufrieron abundantes pérdidas y no consiguieron capturarla, una versión de los acontecimientos confirmada por las fuentes hagiográficas. Al-Tabari relata que parte del ejército abasí principal, bajo Yazid ibn Mazyad al-Shaybani, se encontró con una fuerza bizantina encabezada por un tal Nicetas, que era «conde de los condes» (tal vez un conde del thema Opsiciano), probablemente en algún lugar cerca de Nicea. En la batalla que siguió, Nicetas fue herido y derribado del caballo en un combate singular contra un general árabe y obligado a retirarse, probablemente a Nicomedia, donde estaban reunidos los tagmata (regimientos de la guardia) mandados por el doméstico de las escolas Antonio. Sin prestar atención a estos, Harún avanzó hasta Crisópolis, separada de la capital, Constantinopla, por el Bósforo. Sin navíos para cruzar el estrecho y sin la intención de atacar la ciudad, Harún probablemente solo realizó ese avance para demostrar su fortaleza.
Pero, a pesar de los éxitos logrados hasta entonces, la posición de Harún era precaria, pues la derrota de al-Rabi amenazaba sus líneas de comunicación y de abastecimiento con el Califato. Por eso, después de haber saqueado los suburbios asiáticos de la capital bizantina, se retiró con su ejército; durante la marcha a lo largo del valle del río Sangario, al oeste de Nicea, lo cercaron entre las fuerzas de los tagmas dirigidas por Antonio que acosaban su retaguardia y de las del thema de los Bucelarios del general Tatzates, que le bloquearon el paso. Por suerte para el califa, Tatzates,  príncipe armenio que había abandonado su tierra natal dominada por los árabes, se había pasado a los bizantinos en el 760 y era muy próximo al régimen iconoclasta de Constantino V, se puso en contacto secretamente con él. Tatzates se ofreció a ayudar a Harún a cambio del perdón y de un salvoconducto para que él y su familia y el permiso para regresar a Armenia. Teófanes explica que las acciones de Tatzates las originó la hostilidad del favorito de Irene, Estauracio, pero esto en realidad evidenciaba un disgusto intenso con el gobierno de Irene. Según escribe Ralph-Johannes Lilie: «Tatzates no veía para sí ninguna gran oportunidad en el nuevo régimen y aprovechó la oportunidad que se le presentó».
Cuando Harún solicitó negociar, Irene despachó una delegación compuesta por Estauracio, Antonio y el magister officiorum Pedro. Confiados en su predominio militar, se olvidaron de exigir el salvoconducto del grupo o rehenes para el bando bizantino y, por ello, fueron prendidos tan pronto como llegaron al campamento árabe. Esta argucia árabe, la traición de Tatzates y la falta de confianza en las tropas que este mandaba obligaron a Irene a negociar la liberación del grupo, especialmente la de su fiel Estauracio.
Los dos Estados firmaron entonces una tregua de tres años en la que se establecía un oneroso tributo anual —las fuentes árabes mencionan valores diversos, que varían de los setenta a los cien mil nomismas; una de ellas añade incluso el compromiso de entrega de diez mil piezas de seda— que los bizantinos habían de pagar al califa. El relato de al-Tabari afirma que el tributo llegaba hasta los «noventa o setenta mil dinares de oro» que debían entregarse «a principios de abril y en junio de todos los años» lo que Treadgold interpreta como dos pagos de noventa y setenta mil monedas, respectivamente. Además de eso, los bizantinos se comprometían a suministrar provisiones y guías para el regreso de Harún a su territorio y a entregar a la esposa de Tatzates con sus pertenencias. Harún, por su parte, liberó a todos los cautivos que había tomado (5643 según al-Tabari), pero conservó el rico botín que había obtenido durante la campaña; retornó al Califato en septiembre del 782. En su relato sobre la expedición, al-Tabari afirma que las fuerzas árabes obtuvieron 194 450 dinares de oro y 214 148 000 dírhams de plata, mataron a 54 000 bizantinos en la batalla y tomaron 2090 en cautiverio, se hicieron con más de 20 000 monturas y sacrificaron más de 100 000 cabezas de ganado bovino y ovino. Al-Tabari también indica que el tamaño del botín era tal que «un caballo de carga se vendía por un dírham y una mula por menos de diez, una cota de malla por menos de un dírham y veinte espadas, por un dírham» —en una época en la que uno o dos dírhams era el salario diario habitual de un jornalero o un soldado—.

## Consecuencias

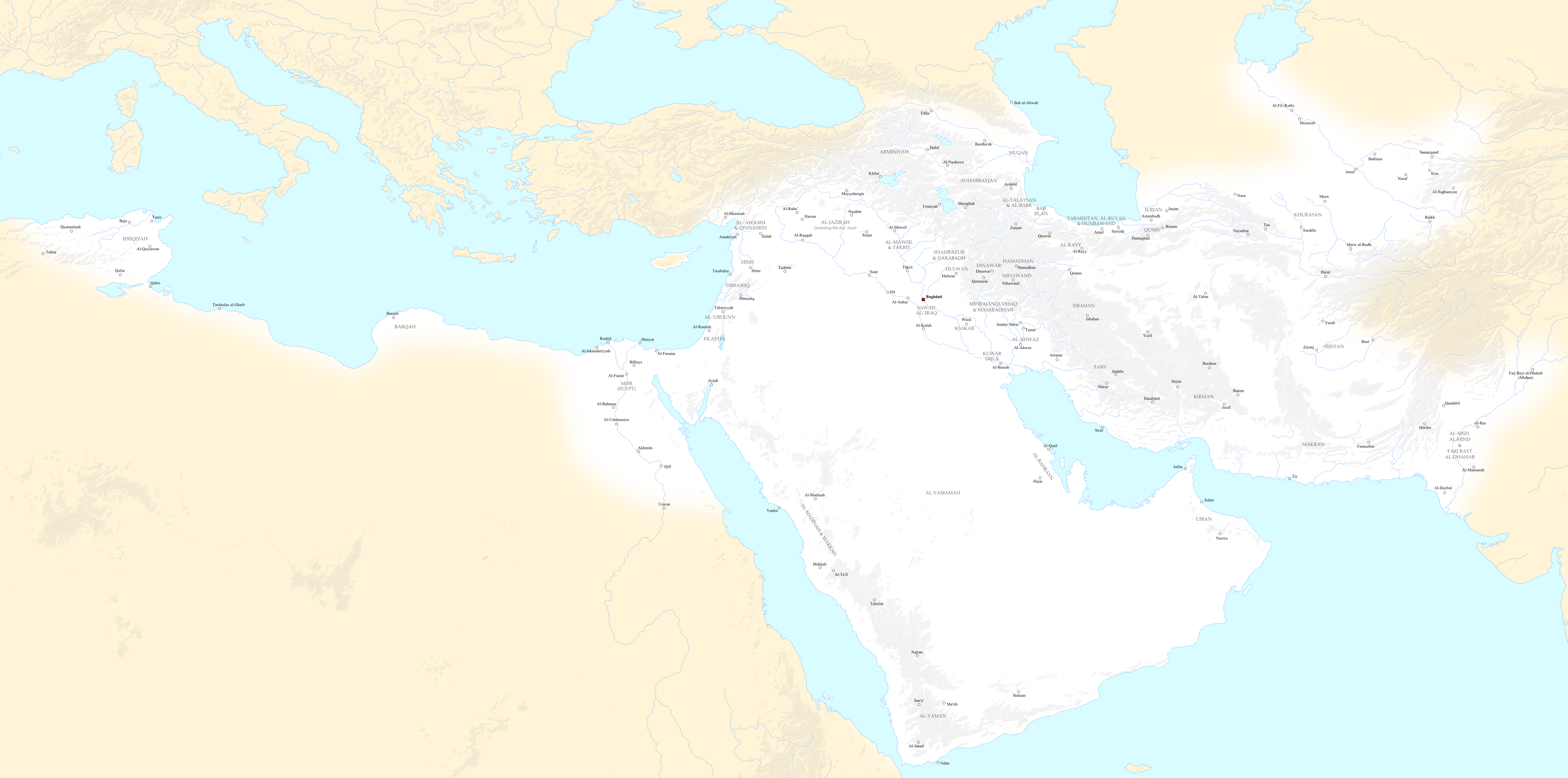
Mapa del Califato Abasí ca. 788 d. C., con las provincias (sus capitales) y las principales ciudades y pueblos.

La victoriosa invasión árabe tuvo repercusiones importantes en el Imperio bizantino, pues representó un gran golpe al prestigio de la emperatriz Irene. Tatzates, un dirigente veterano y capaz, abandonó el imperio y marchó a gobernar su Armenia natal, sometido a los abasíes. Por otro lado, a pesar del humillante tratado de paz, las pérdidas no fueron excesivas para los bizantinos, especialmente considerando la escala del ataque árabe, e Irene se aprovechó de los tres años de tregua para fortalecer su posición interna: parece que la empleó para deshacerse de la mayoría de la «vieja guardia» formada por los generales de Constantino V; la principal víctima de la purga fue el veterano e iconoclasta fanático Miguel Lacanodraco. De esta forma, la emperatriz se aseguró el control del ejército y fue capaz de encauzar su energía en extender y consolidar el dominio bizantino sobre los esclavenos (eslavos) de los Balcanes.
A pesar de la tregua, el cronista Ya'qubi menciona incursiones árabes en Asia Menor los años 783, 784 y 785. Si su relato es cierto, estos ataques probablemente fueron de pequeña importancia, pues las fuentes principales concuerdan en que las dos partes respetaron la tregua hasta la primavera del 785. Este año, tras haber fortalecido su control del ejército y mientras se preparaba para enfrentarse a los iconoclastas, Irene decidió cesar el pago del tributo, lo que hizo que las hostilidades se reanudaran. A comienzos del 786, los bizantinos consiguieron una gran victoria al saquear y arrasar completamente la ciudad fortificada de Adata en Cilicia, que los abasíes habían pasado los últimos cinco años transformando en una base militar y en una fortaleza para emplearla como centro de sus expediciones allende la frontera. Sin embargo, después del ascenso de Harún al-Rashid al trono califal el mismo año, los abasíes retomaron la iniciativa. El hostigamiento árabe aumentó y, en el 798, Irene se vio obligada a negociar un tratado de paz con las mismas condiciones del que había firmado en el 782.